# Herta Ware
Herta Ware (ur. 9 czerwca 1917 w Wilmington, zm. 15 sierpnia 2005 w Topanga w Kalifornii) – amerykańska aktorka i działaczka polityczna

## Życiorys
Urodziła się w Wilmington (Delaware), jako córka Helen Ware (wiolonczelistki) i Laszlo Schwartza (aktora urodzonego w Budapeszcie).

## Kariera
Źródło.
Zaczęła grać w Teatrze na Broadwayu, gdzie partnerował Jej Will Geer, z którym wzięła ślub w 1934 roku. Wraz z przyszłym mężem grywała w takich sztukach jak: „Bury= the Dead” (1936), „Prelude” (1936), „200 Were Chosen” (1936), „Journeyman (1938).
Jej pierwszą rolą telewizyjną była rola w serialu A Question of Guilt. Jej pierwszym filmem był film The Black Marble. Grała w wielu filmach i serialach w latach 1980-2000. Zagrała w filmie Dr. Heckyl and Mr. Hype, razem z Oliverem Reed. Zagrała w filmie sci-fiction 2010:Odyseja kosmiczna, z 1984 roku z Royem Scheider i Helen Mirren. Jej rozpoznawalną rolą była rola w filmie reżyserii Ron Howarda Kokon, pojawiła się też w sequelu Kokon::Powrót. Jej kolejną znaną rolą była rola w filmie Critters 2: The Main Course jako Nana, gdzie zagrała filmową babcię postaci granej przez Scotta Grimesa. Zagrała w tak znanych filmach jak: Gatunek (Species), Totalna magia (Practical Magic) z Sandrą Bullock i Nicole Kidman, Szkoła uwodzenia (Cruel Intentions) z Sarah Michelle Gellar i Ryan Philippe. Zdobyła nagrodę CableACE Award za rolę w serialu Szalona w miłości (Crazy in Love).
Zagrała gościnnie w serialach: Knots Landing, Autostrada do Nieba (Highway to Heaven) (sezon I, odcinek 13), Cagney & Lacey, Złotka (The Golden Girls), Ostry dyżur (ER), Star Trek: Następne pokolenie (Star Trek: The Next Generation), Beauty and the Beast z 1987 roku, Niesamowite historie Stevena Spielberga (sezon I, odcinek 24 pt. Duch dziadka)..

## Życie osobiste
W 1934 roku wzięła ślub z reżyserem Will Geer, (rozwód 1954 r.), z którym miała troje dzieci. Zmarła w 2005 roku na chorobę Parkinsona.

## Filmografia
Źródło.
| 1999 |  | Szkoła uwodzenia Cruel Intentions                                                    | Pani Sugarman                                       |  |  |  |  |  |  |  |  |  |  |  |
| 1999 |  | Desperatki Desperate But Not Serious                                                 | Babcia                                              |  |  |  |  |  |  |  |  |  |  |  |
| 1998 |  | Totalna magia Practical Magic                                                        | Stara Wilkes                                        |  |  |  |  |  |  |  |  |  |  |  |
| 1997 |  | St. Patrick’s Day                                                                    | Ciocia Delia                                        |  |  |  |  |  |  |  |  |  |  |  |
| 1996 |  | Przybysze: Millennium Alien Nation: Millennium (TV)                                  | Przybysze: Millennium Alien Nation: Millennium (TV) |  |  |  |  |  |  |  |  |  |  |  |
| 1996 |  | Przybysze: Millennium Alien Nation: Millennium (TV)                                  | Alana                                               |  |  |  |  |  |  |  |  |  |  |  |
| 1995 |  | Superpies Top Dog                                                                    | Matka Jake’a                                        |  |  |  |  |  |  |  |  |  |  |  |
| 1995 |  | Gatunek Species                                                                      | Pani Morris                                         |  |  |  |  |  |  |  |  |  |  |  |
| 1993 |  | When Jesus Was a Kid (wideo)                                                         | When Jesus Was a Kid (wideo)                        |  |  |  |  |  |  |  |  |  |  |  |
| 1992 |  | Szalona w miłości Crazy in Love (TV)                                                 | Pem                                                 |  |  |  |  |  |  |  |  |  |  |  |
| 1991 |  | Samotne serca Lonely Hearts                                                          | babcia                                              |  |  |  |  |  |  |  |  |  |  |  |
| 1991 |  | Babka z zakalcem Soapdish                                                            | Starsza kobieta                                     |  |  |  |  |  |  |  |  |  |  |  |
| 1990 |  | Lot numer 243 Miracle Landing (TV)                                                   | Dorothy Hendricks                                   |  |  |  |  |  |  |  |  |  |  |  |
| 1988 |  | Critters 2 Critters 2: The Main Course                                               | Nana                                                |  |  |  |  |  |  |  |  |  |  |  |
| 1988 |  | Dakota                                                                               | Ciotka Zard                                         |  |  |  |  |  |  |  |  |  |  |  |
| 1988 |  | Kokon: Powrót Cocoon: The Return                                                     | Rose Lefkowitz                                      |  |  |  |  |  |  |  |  |  |  |  |
| 1987 |  | Morderczy korowód Slam Dance                                                         | pani Raines                                         |  |  |  |  |  |  |  |  |  |  |  |
| 1987 |  | W pogoni za szczęściem Promised Land                                                 | Pani Higgins                                        |  |  |  |  |  |  |  |  |  |  |  |
| 1986 |  | Przeprawy Crossings (serial TV 1986 - )                                              | pani Zimmerman                                      |  |  |  |  |  |  |  |  |  |  |  |
| 1986 |  | Płacz dziecka Child’s Cry (TV)                                                       | Pani Hartounian                                     |  |  |  |  |  |  |  |  |  |  |  |
| 1985 |  | Kokon Cocoon                                                                         | Rosie „Rose” Lefkowitz                              |  |  |  |  |  |  |  |  |  |  |  |
| 1984 |  | 2010: Odyseja kosmiczna 2010                                                         | Jessie Bowman                                       |  |  |  |  |  |  |  |  |  |  |  |
| 1980 |  | Czarny marmur The Black Marble                                                       | Wielka Księżna                                      |  |  |  |  |  |  |  |  |  |  |  |
| 1991 |  | Eerie, Indiana, czyli Dziwne Miasteczko Eerie, Indiana (serial TV 1991 - 1992)       | Mary B. Carter                                      |  |  |  |  |  |  |  |  |  |  |  |
| 1991 |  | Civil Wars (serial TV 1991 - 1993)                                                   | Civil Wars (serial TV 1991 - 1993)                  |  |  |  |  |  |  |  |  |  |  |  |
| 1987 |  | Star Trek: Następne pokolenie Star Trek: The Next Generation (serial TV 1987 - 1994) | Yvette Gessard 'Maman' Picard                       |  |  |  |  |  |  |  |  |  |  |  |
| 1987 |  | Piękna i bestia Beauty and the Beast (serial TV 1987 - 1990)                         | Sylvia                                              |  |  |  |  |  |  |  |  |  |  |  |
| 1986 |  | Crime Story (serial TV 1986 - 1988)                                                  | Starsza pani                                        |  |  |  |  |  |  |  |  |  |  |  |
| 1986 |  | Partnerzy Sidekicks (serial TV 1986 - 1987)                                          | Mamie                                               |  |  |  |  |  |  |  |  |  |  |  |
| 1985 |  | Złotka The Golden Girls (serial TV 1985 - 1992)                                      | Ida Perkins(1988)                                   |  |  |  |  |  |  |  |  |  |  |  |
| 1985 |  | Niesamowite historie Amazing Stories (serial TV 1985 - 1987)                         | Babcia Helen                                        |  |  |  |  |  |  |  |  |  |  |  |
| 1984 |  | Autostrada do nieba Highway to Heaven (serial TV 1984 - 1989)                        | Babcia                                              |  |  |  |  |  |  |  |  |  |  |  |
| 1983 |  | Scarecrow and Mrs. King (serial TV 1983 - 1987)                                      | Scarecrow and Mrs. King (serial TV 1983 - 1987)     |  |  |  |  |  |  |  |  |  |  |  |
| 1981 |  | Cagney i Lacey Cagney & Lacey (serial TV 1981 - 1988)                                | Wilma Minton                                        |  |  |  |  |  |  |  |  |  |  |  |
| 1979 |  | Knots Landing (serial TV 1979 - 1993)                                                | Ethel Marcus                                        |  |  |  |  |  |  |  |  |  |  |  |